# Tarim (huyện)
Huyện Tarim là một huyện thuộc tỉnh Hadramawt, Yemen. Đến thời điểm năm 2003, huyện này có dân số 100617 người